# Bolivia en los Juegos Panamericanos
Bolivia ha participado en los Juegos Panamericanos desde su realización en 1967 en Winnipeg. El país está representado en los juegos por el Comité Olímpico Boliviano. 
Su mejor participación fue en 2023 en Santiago donde obtuvo 2 medallas de oro, 1 medalla de plata y 2 medallas de bronce para un total de 5.
Hasta ahora el país a obtenido un total de 18 medallas en 18 ediciones que ha participado: 3 medalla de oro, 5 medallas de plata y 10 medallas de bronce.

## Medallero
| Juegos              |   |   |    | Total |
| Winnipeg 1967       | 0 | 0 | 0  | 0     |
| Cali 1971           | 0 | 0 | 0  | 0     |
| México 1975         | 0 | 0 | 0  | 0     |
| San Juan 1979       | 0 | 0 | 0  | 0     |
| Caracas 1983        | 0 | 0 | 0  | 0     |
| Indianápolis 1987   | 0 | 0 | 0  | 0     |
| La Habana 1991      | 0 | 1 | 0  | 1     |
| Mar del Plata 1995  | 0 | 0 | 0  | 0     |
| Winnipeg 1999       | 0 | 0 | 0  | 0     |
| Santo Domingo 2003  | 0 | 0 | 2  | 2     |
| Río de Janeiro 2007 | 0 | 0 | 0  | 0     |
| Guadalajara 2011    | 0 | 0 | 2  | 2     |
| Toronto 2015        | 0 | 1 | 2  | 3     |
| Lima 2019           | 1 | 2 | 2  | 5     |
| Santiago 2023       | 2 | 1 | 2  | 5     |
| Total               | 3 | 5 | 10 | 18    |

## Medallas

### Medallas por deporte
La siguiente tabla muestra las medallas obtenidas por deporte, ordenadas por preseas de oro, plata y bronce.
| Deporte    |   |   |   |    |
| ---------- | - | - | - | -- |
| Raquetbol  | 3 | 3 | 9 | 15 |
| Taekwondo  | 0 | 1 | 0 | 1  |
| Tenis      | 0 | 1 | 0 | 1  |
| Ciclismo   | 0 | 0 | 1 | 1  |
| 4 deportes | 1 | 4 | 8 | 18 |